# Lomariopsis jamaicensis
Lomariopsis jamaicensis là một loài thực vật có mạch trong họ Lomariopsidaceae. Loài này được Underw Holttum trình bày nghiên cứu của mình lần đầu tiên vào năm 1940.